# River Bend (Missouri)
River Bend è un villaggio degli Stati Uniti d'America, situato nello Stato del Missouri, nella contea di Jackson.